# Omar Baru Camara
Omar Baru Camara (* im 20. Jahrhundert) ist ein gambischer Politiker.

## Leben
| Parlamentswahl | Stimmen    | Stimmanteil |
| -------------- | ---------- | ----------- |
| 1997           | 3.792      | 40,66 %     |
| 2002           | einstimmig | 100,00 %    |

Omar Baru Camara trat als Kandidat der Alliance for Patriotic Reorientation and Construction (APRC) bei den Parlamentswahlen in Gambia 1997 im Wahlkreis Kantora an. Er konnte sich nicht gegen seinen parteilosen Gegenkandidaten Hassan Jallow nicht durchsetzen. Bei den folgenden Wahlen 2002 trat Camara erneut an. Mangels Gegenkandidaten erlangte er einen Sitz in der Nationalversammlung. Bei den Wahlen 2007 trat Camara nicht an.